# Podivný případ Dr. Jekylla a pana Hyda
Podivný případ Dr. Jekylla a pana Hyda (anglicky Strange Case of Dr. Jekyll and Mr. Hyde) je novela skotského spisovatele Roberta Louise Stevensona z roku 1886. Jde o hororový příběh.

## Děj
V Londýně se objevil podivný člověk, ze kterého čiší hrůza a v každém vzbuzuje neklidné pocity a nechuť. Zvláště rozrušený je pak advokát Utterson, kterého znepokojila závěť jeho dobrého přítele Henryho Jekylla. V případě jeho smrti či zmizení má veškerý majetek dostat právě Edward Hyde. Vše má prostý důvod – doktoru Jekyllovi se podařilo namíchat směs, jakousi drogu, po jejímž požití se, tělem i duší, změní v Hyda. To mu dovoluje oddávat se nočnímu životu a choutkám, které si jako vážený doktor nemůže dovolit. Hyde však postupem času nabývá na síle a svévolně přebírá vládu a Jekyllovi ke všemu začnou docházet látky potřebné k namíchání lektvaru. Zoufale se snaží jej znovu namíchat, aby mohl držet Hyda na uzdě, ale původní chemikálie byly pravděpodobně znečištěné a stejný vzorek se mu nedaří sehnat. Zanechá dopis, ve kterém vše vysvětluje.

## Stevensonova novela česky

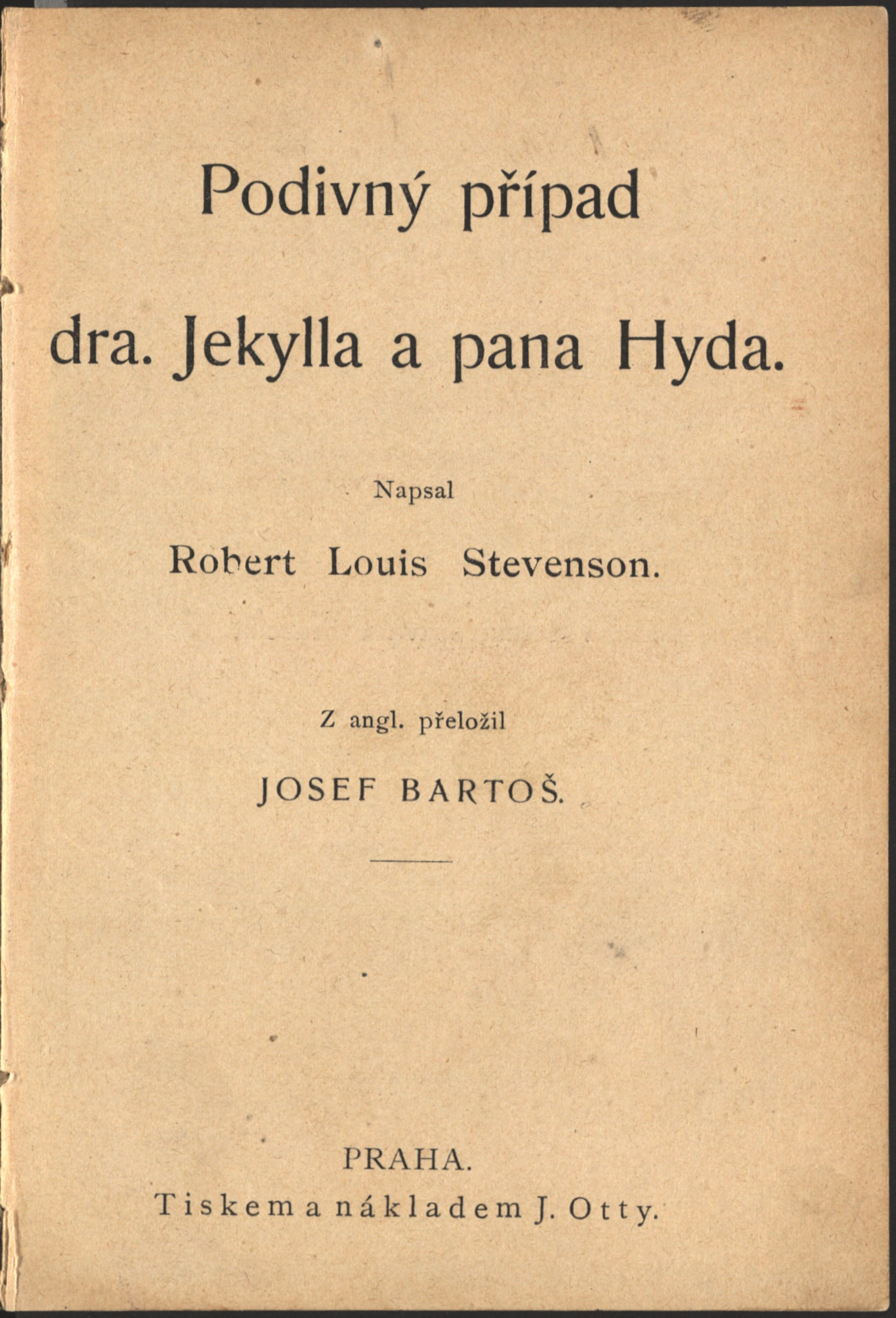
Titulní listy prvního českého vydání

Jedna z nejstarších, ne-li nejstarší zmínka o Stevensonově novele na stránkách českých periodik je z roku 1887. Měsíčník Hlídka literární otiskl stať nazvanou Anglický roman od r. 1880–1886 jejímž autorem byl chorvatský básník, spisovatel, překladatel Franjo Ciraki (1847–1912). Do češtiny stať přeložil redaktor, publicista, překladatel Josef Kouble (1855–1921). Autor Stevensonovu novelu považuje „ ve svém druhu zajímavý … román “ .
Více kriticky na knihu Dr. Jekyll a Mr. Hyde poohlíží o rok později na stránkách Národních listů nepodepsaný kritik v textu nazvaném Současný anglický román. Kritizuje tehdejší literární produkci v Anglii, kde podle něj: „povinností … románopisce anglického, aby mnoho více pečoval o hrůzoplodnost svých vypravování, než o jiné literární vlastnosti “ a Stevensonovu novelu považuje za strašlivý nesmysl, který nesnese kritiku. 
Krátce před odmítavou kritikou vyšla také na stránkách Národních listů recenze popisující úspěch převedení Stevensonovy novely na divadelní prkna v Londýně a Paříži. I zde je osten kritiky cílený na upřednostňování tématu „hrůzostrašné historie“. 
Pozitivně se k Stevensonově novele staví v březnu roku 1890 překladatel a literární kritik Josef Nováček. Na stránkách Literárních listů ve svém textu Ze současného romanopisectví anglického vyzdvihuje skutečnost, že novela Dr. Jekyll and Mr. Hyde byla jen v roce 1888 vydána ve čtrnácti vydáních, což podle něj svědčí o Stevensonově slávě po celém světě. Josef Nováček stál také u prvního českého překladu Stevensonovy novely Strange Case of Dr Jekyll and Mr Hyde. Otiskl jej pod názvem Podivný případ s Drem Jekyllem a p. Hydem v roce 1890 časopis Vesna vydávaný Františkem Dlouhým (1852–1912) ve Velkém Meziříčí. 
Český překlad Stevensonova díla byl knižně vydán poprvé v roce 1900. Vydalo jej Nakladatelství J. Otty v Praze v edici Světová knihovna (č. 133/134) v překladu Josefa Bartoše (1861–1926), povoláním ředitele cukrovaru, překladatele z angličtiny a francouzštiny, spolupracovníka Ottova nakladatelství. Kniha o 112 stranách byla prodávána za dvacet krejcarů v případě brožované vazby, vázaná pak stála dvojnásobek.

Příběh vyšel česky v několika překladech pod různými názvy:
- STEVENSON, Robert Louis. Podivný případ Dra Jekylla a pana Hyda. Překlad Josef Bartoš. Praha: J. Otto, 1900. Dostupné online.
- STEVENSON, Robert Louis. Zvláštní případ Dr. Jekylla a pana Hyda a jiné povídky. Překlad Luisa Baštecká. Praha: Jos. R. Vilímek, 1927.
- STEVENSON, Robert Louis. Podivuhodný případ Dr. Jekylla a pana Hyda a jiné povídky. Překlad Karel Kříž. Praha: Karel Nosek, 1930. Dostupné online.
- STEVENSON, Robert Louis. Podivný případ doktora Jekylla a pana Hyda. Překlad Karel Svoboda. Praha: Sto-pa, mezi 1930 a 1949.
- STEVENSON, Robert Louis. Podivný případ doktora Jekylla a pana Hyda. Překlad Jan Čep. Praha: Václav Pour, 1940.
- STEVENSON, Robert Louis. Podivný případ doktora Jekylla a pana Hyda ; Markheim ; Kumpáni. Překlad Jarmila Fastrová. Praha: Mladá fronta, 1958.
- STEVENSON, Robert Louis. Podivný případ doktora Jekylla a pana Hyda ; Markheim ; Kumpáni. Překlad Jarmila Fastrová. Praha: Mladá fronta, 1964.
- STEVENSON, Robert Louis. Podivný případ dr. Jekylla a pana Hyda ; Franchardský poklad ; Falesánské pobřeží. Překlad Jarmila Fastrová. Praha: SNKLU, 1965.
- STEVENSON, Robert Louis. Podivný případ dr. Jekylla a pana Hyda ; Franchardský poklad ; Falesánské pobřeží. Překlad Jarmila Fastrová. Praha: Odeon, 1966.
- STEVENSON, Robert Louis: Klub sebevrahů, 1977 (povídková kniha)
- STEVENSON, Robert Louis. Podivný případ dr. Jekylla a pana Hyda. Překlad Jarmila Fastrová. Ostrava: Sfinga, 1995. ISBN 80-7188-003-5.
- STEVENSON, Robert Louis; WALBRECKER, Dirk. Dr. Jekyll a pan Hyde. Překlad Vladimír Čadský. Praha: Knižní klub, 1999. ISBN 80-7176-983-5. (přepracované německé vydání upravené pro mládež)
- STEVENSON, Robert Louis. Podivný případ doktora Jekylla a pana Hyda. Překlad Jan Čep. Praha: Akropolis, 2000. ISBN 80-85770-97-0.
- STEVENSON, Robert Louis. Podivný případ doktora Jekylla a pana Hyda Praha. Překlad Fastrová, Jarmila. Praha: Dokořán, 2008. ISBN 978-80-7363-231-1.

## Rozhlasová adaptace
Prvně mohl rozhlasový posluchač v Čechách Stevensonovu novelu na rozhlasových vlnách slyšet pod názvem Podivný případ dra. Jekylla a Mr. Hyda ve večerních hodinách 7. ledna 1938. 
Román byl v roce 1994 zpracován v Českém rozhlasu jako šestidílná dramatizovaná četba na pokračování. Podle překladu Jarmily Fastrové pro rozhlas připravil Jan Halas, v režii Ivana Chrze hráli Eduard Cupák, Otakar Brousek, Petr Nárožný, Vladimír Brabec, Ilja Racek a Milan Stehlík.

## Filmové adaptace

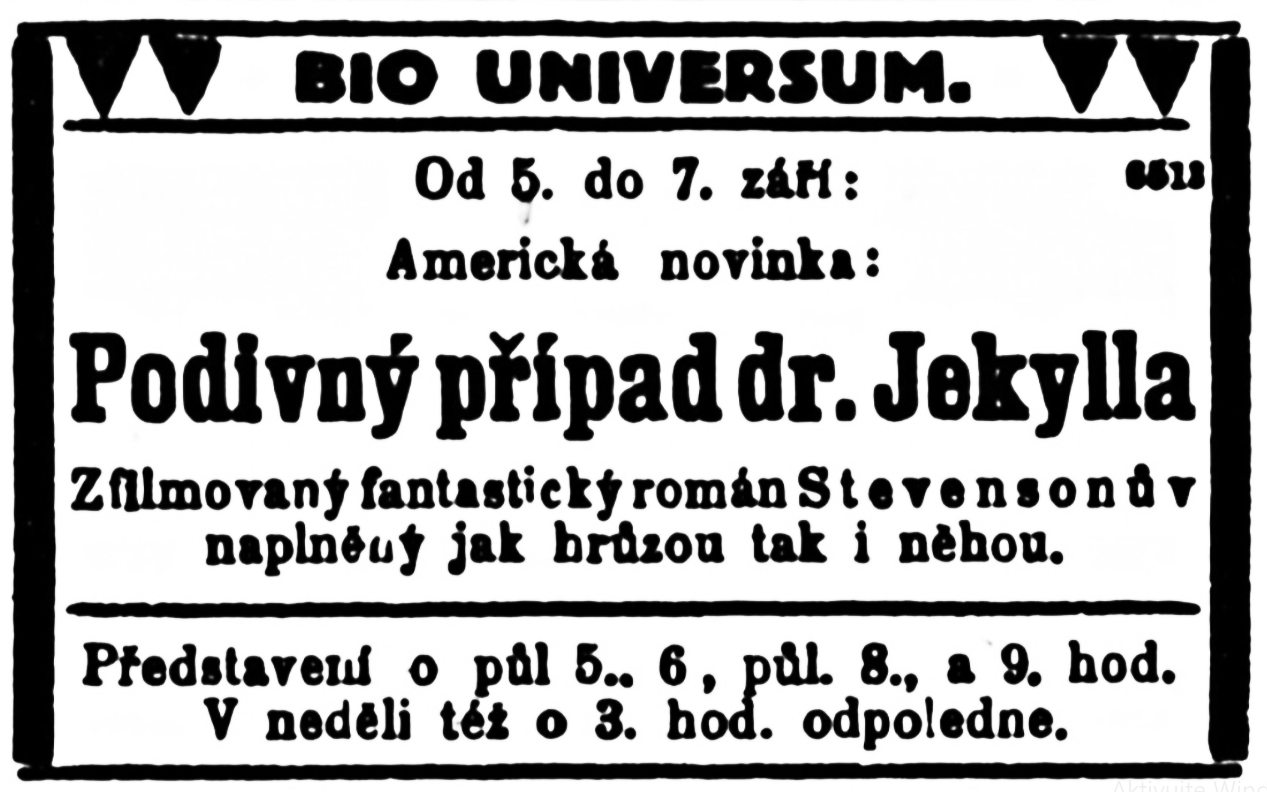
Inzerát amerického filmu z roku 1922 v brněnském kině Bio Universum, Moravská orlice, 6.9.1922

- 1912 anglický film Dr Jekyll and Mr Hyde
- 1920 americký film Dr. Jekyll and Mr. Hyde, hrají: John Barrymore, Nita Naldi
- 1931 americký film Dr. Jekyll a pan Hyde, režie: Rouben Mamoulian, hrají: Fredric March, Miriam Hopkins, Rose Hobart.
- 1941 americký film Dr. Jekyll a pan Hyde, režie: Victor Fleming, hrají: Spencer Tracy, Ingrid Bergman, Lana Turner.
- 1985 sovětský film Doktor Jekyll a pan Hyde, režie: Aleksandr Orlov, hrají: Innokentij Smoktunovskij.
- 1990 britsko-americký film Jekyll & Hyde, režie: David Wickes, hrají: Michael Caine, Cheryl Ladd
- 1999 kanadsko-australský televizní film Dr. Jekyll a pan Hyde, režie: Colin Budds, hrají: Adam Baldwin, Steve Bastoni.
- 2002 anglický televizní film Dr Jekyll & Mr Hyde, režie: Maurice Phillips, hrají: John Hannah, David Warner, Janet Henfrey.
- 2010 slovenský seriál Projekt Alfa z cyklu Nesmrtelní. Slovenský seriál Nesmrtelní zadaptoval díla klasických autorů, velmi volně, a převedl je do moderního Slovenska. Režie: Karol Vosátko. Hrají: Miro Noga.

Postava Dr. Jekylla a pan Hyda se objevila také ve filmech, které byly Stevensonovou předlohou inspirovány jen velmi volně, např.: Dr. Jekyll a slečna Hyde (1995), Doktor Jekyll a pan Myš (1947, „adaptace“ à la Tom a Jerry), Liga výjimečných (2003), Van Helsing (2004), Mary Reilly (1996), Mumie (2017).